# Франсіско Хав'єр де Луна Пісарро
Франсиско Хавьєр де Луна Пісарро (ісп. Francisco Xavier de Luna Pizarro; 3 листопада 1780, Арекіпа — 9 лютого 1855, Ліма) — перуанський католицький священик і політичний діяч. Два рази, в 1822 і 1833 роках, ставав главою Перу на нетривалий час.

## Біографія
Освіту здобув в семінарії Сан-Херонімо в рідному Арекіпі, потім в університеті Куско, після чого став викладачем богослов'я і права в семінарії Сан-Херонімо. Виїжджав в Іспанію, де виступав проти наполеонівського вторгнення. Після повернення в Перу був призначений ректором медичного коледжу Сан-Фернандо.
Активно підтримував ідею незалежності Перу, під час Війни за незалежність Перу всіляко підтримував війська прихильників незалежності, але прямої участі в бойових діях не брав. У 1822 році був призначений главою першого перуанського Конгресу, а також став автором конституції Перу 1823 року.
Після відставки Хосе де Сан-Мартіна з поста глави Перу протягом двох днів очолював країну до введення в посаду Хосе де ла Мара.
Надалі підтримував уряд Хосе де ла Мара, але після того, як хунта була їм розпущена, віддалився від політичного життя.
У 1827 році він ще раз став президентом Конгресу Перу, і відповідно зі своєю посадою ще раз на один день став президентом Перу до введення в посаду генерала Луїса Хосе де Орбегосо.
У 1846 році був призначений архієпископом Ліми.